# 포트웨인 커메츠
| 포트웨인 커메츠 | |
| 콘퍼런스        | 서부 콘퍼런스 |
| 디비전          | 센트럴 디비전 |
| 설립연도        | 1985년 2012년(ECHL 가입)                                                                                                |
| 해체연도        | |
| 역사            | 플린트 스피릿츠 (1985년~1990년) 포트웨인 커메츠 (1990년~현재)                                                           |
| 경기장          | 앨런 카운티 워 메모리얼 콜리시엄                                                                                        |
| 연고지          | 인디애나주 포트웨인 |
| 상징색          | 오렌지, 검정, 하양 |
| 구단주          | 프랑케 가문 |
| 단장            | - |
| 감독            | 게리 그레이엄 |
| NHL 제휴        | 베이거스 골든 나이츠 |
| AHL 제휴        | 헨더슨 실버 나이츠 |
| 정규시즌 우승   | IHL : 12회 (1959-60, 1962-63, 1972-73, 1977-78, 1983-84, 1985-86, 1986-87, 2002-03, 2003-04, 2006-07, 2007-08, 2008-09) |
| 콘퍼런스 우승   | ECHL : 2회 (2012, 2021)                                                                                                 |
| 디비전 우승     | 2회 (2016, 2018) |
| 켈리 컵         | 1회 (2021) |
| 영구 결번       | 15 |

포트웨인 커메츠(Fort Wayne Komets)는 미국 인디애나주 포트웨인을 연고지로 하는 ECHL의 서부 콘퍼런스 센트럴 디비전 소속 아이스 하키팀이면, NHL 팀, AHL 팀과 제휴하지 않고 독립적으로 구단을 운영하고 있다. 1985년부터 2012년까지 CHL에 참가하였다가, 2012~2013시즌부터 ECHL로 옮겼다.

## 역대 홈경기장
| 경기장                           | 사용기간      | 수용인원 | 장소                | 비고 |
| -------------------------------- | ------------- | -------- | ------------------- | ---- |
| 플린트 스피릿츠/포트웨인 커메츠  |               |          |                     |      |
| IMA 스포츠 아레나                | 1985년~1990년 | 4,021명  | 미시간주 플린트     | 빈칸 |
| 앨런 카운티 워 메모리얼 콜리시엄 | 1990년~현재   | 10,480명 | 인디애나주 포트웨인 | 빈칸 |